# Tamzara
Tamzara (em armênio/arménio:  Թամզարա; em azeri:  Tənzərə; em grego:  Τάμσαρα or Τάμζαρα; em turco:  Tamzara) é uma dança folclórica arménia, assíria, azeri (regiões de Xarur e Naquichevão), e grega nativa da Anatólia. O nome provém de uma antiga aldeia armênia localizada na região de Şebinkarahisar. Esta dança foi especialmente popular nas regiões de Erzinjane, Erzurum, Kiğı, Arapeguir, Carpute (atual Elaze) e Malátia. Existem várias versões de Tamzara, com música e passos ligeiramente diferentes, provenientes das várias regiões e antigas aldeias da Anatólia.

## História e Descrição

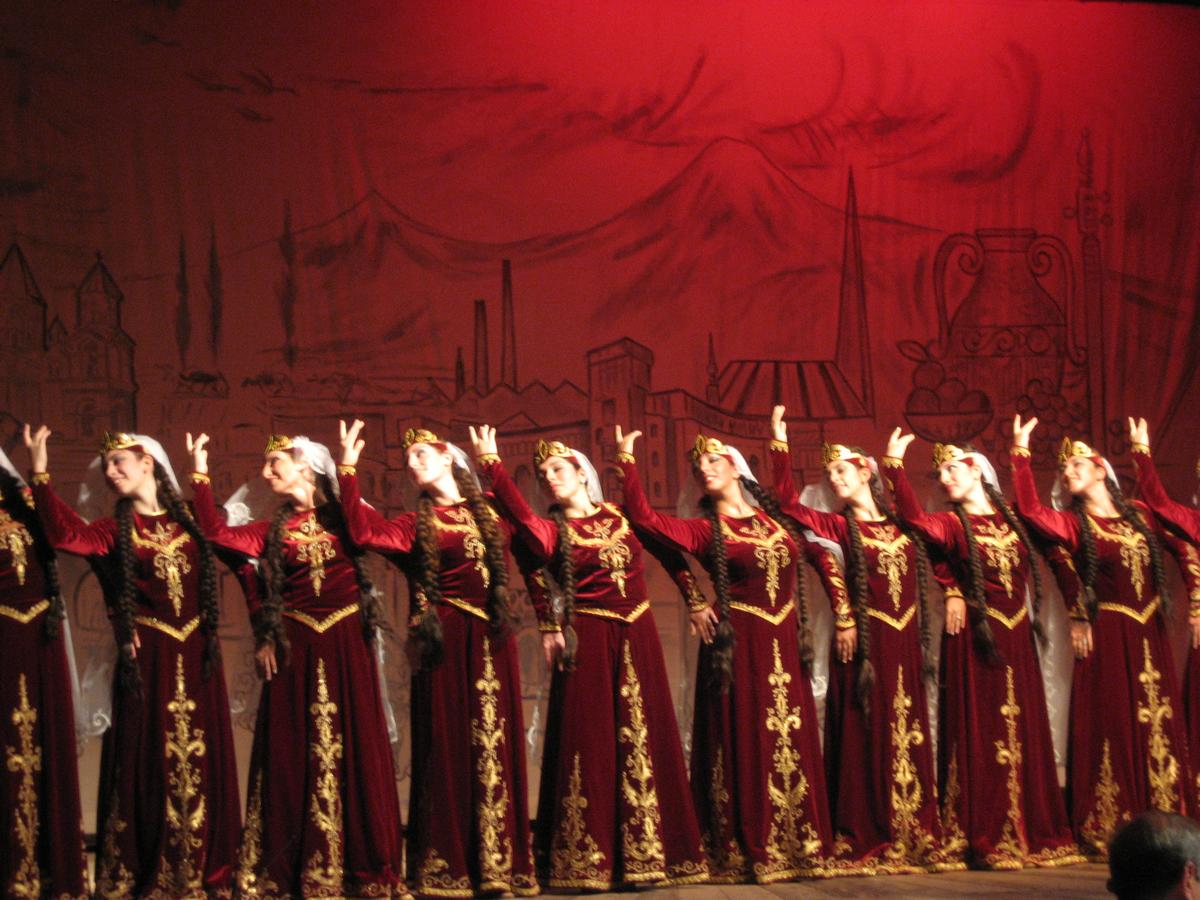
Tamzara

A lenda diz que a dança foi trazida para a Anatólia pelos antigos assírios durante a conquista da região pelo Império Assírio em comemoração ao deus da comida e da vegetação Tammuz.
O significado desta dança, que é famosa nas aldeias de Charchibogan, Chomakhtur e outras aldeias da região de Xarur, é “Gizili tanbatan” (meio dourado) em tradução à letra, e hoje Tamzara está incluída no reportórios coletivos de dança folclórica respectivamente. As mulheres que dançavam costumavam vestir todo tipo de coisas douradas, vestidas luxuosamente - incluindo anéis, brincoss, braceletes, correntes, etc, e aquelas mulheres pareciam belas e cintilantes.

## Estilo
Todos os Tamzaras têm o ritmo exclusivo Predefinição:Music Evfer de Evfer, com as duas batidas acentuadas no final de cada compasso. Além disso, a melodia para a maioria dos Tamzaras é muito similar, embora existam exceções. Como a maioria das danças folclóricas da Anatólia, Tamzara é feita como uma "Dança de Linha" ou "Dança de Circulo", com um grande grupo de pessoas com os dedos mindinhos entrelaçados. No entanto, uma versão da Tamzara é feita por um homem com uma ou duas mulheres de pé ombro a ombro voltadas para a mesma direção, com os braços em volta da cintura do outro.
Tamzara é uma das mais populares danças folclóricas armênias que foram preservadas nos Estados Unidos pela comunidade armênio-americana.